# Epipristis antelucana
Epipristis antelucana là một loài bướm đêm trong họ Geometridae.